# Philipp Kühner

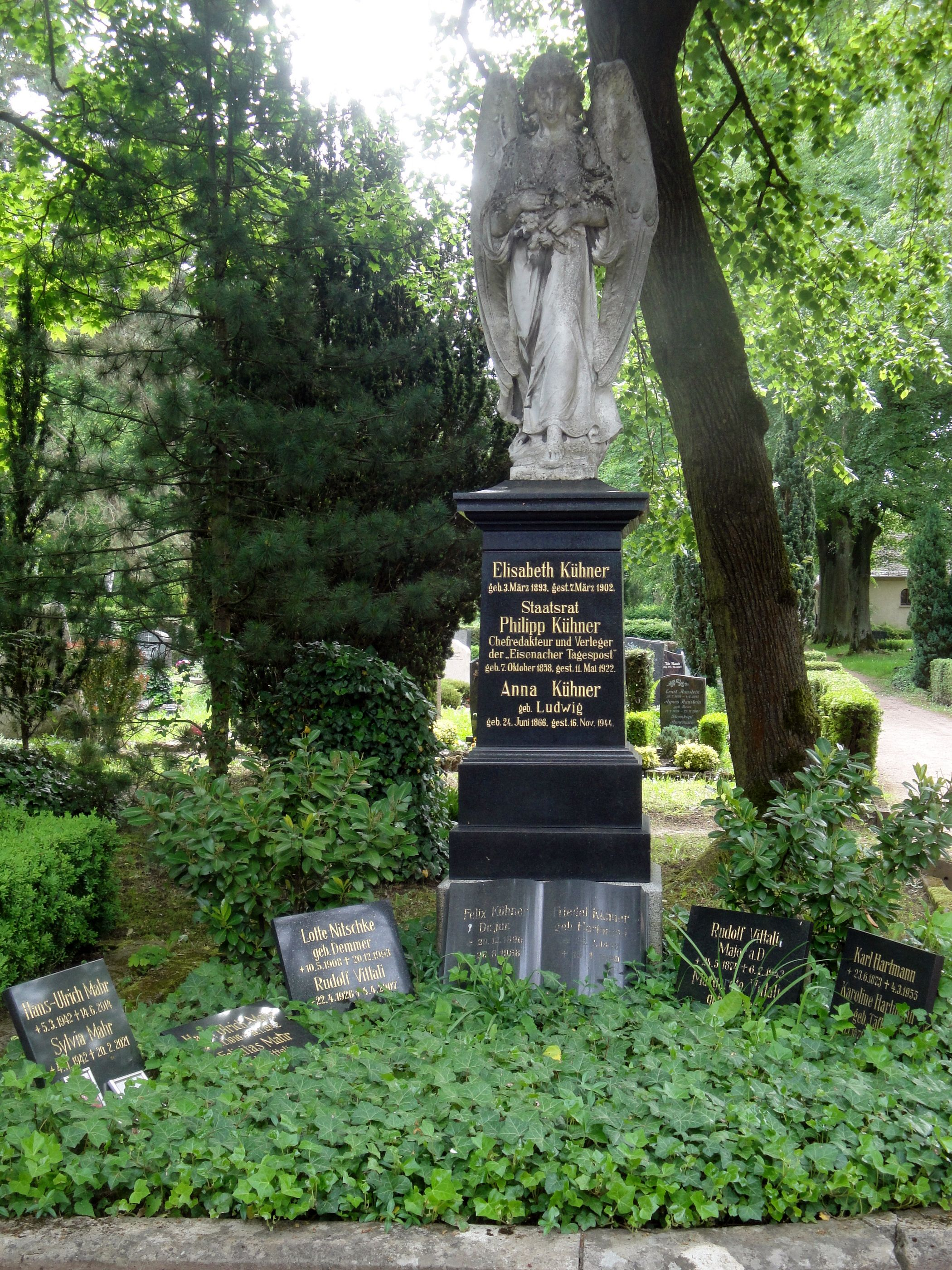
Grab von Philipp Kühner auf dem Hauptfriedhof in Eisenach

Philipp Wilhelm Kühner (* 7. Oktober 1858 in Landau in der Pfalz; † 11. Mai 1922 in Eisenach) war ein deutscher Verleger, Journalist und Politiker.

## Leben
Kühner wurde 1858 als Sohn eines Konzertmeisters geboren. Er besuchte das Gymnasium seiner Heimatstadt und studierte nach dem Abitur Philosophie und Nationalökonomie. Nach Stationen als Redakteur in Nürnberg, Metz und Erfurt ließ er sich 1883 in Eisenach nieder, wo er bis zu seinem Tod 1922 lebte. 1886 heiratete er Anna Ludwig, mit der er zwei Kinder hatte.
In Eisenach ist eine Straße nach ihm benannt, auf dem Eisenacher Hauptfriedhof erinnert ein Ehrengrab an ihn.

## Wirken
Nach Tätigkeiten beim Nürnberger Tageblatt und bei der Lothringer Zeitung wurde Kühner 1883 Chefredakteur der Eisenacher Tagespost und 1886 Eigentümer des Verlages, in dem die Zeitung erschien. Unter seiner Leitung entwickelte sich die Eisenacher Tagespost zu einem linksliberalen Blatt und zur meistgelesenen Zeitung Westthüringens. Nach seinem Tod 1922 wurde das Unternehmen von seinem Sohn Felix Kühner weitergeführt. Die Eisenacher Tagespost erschien bis 1943, nach dem Zweiten Weltkrieg wurde der ehemalige Verlag nur noch als Druckerei betrieben.
Neben seiner Tätigkeit als Redakteur und Verleger war Kühner von 1890 bis 1919 Mitglied des Stadtrates von Eisenach und während dieser Zeit ehrenamtlicher Stadtrat für Ökonomie und Grundstücksverwaltung. Für die Freisinnige Volkspartei saß er 1898 bis 1904 im Landtag des Großherzogtums Sachsen-Weimar-Eisenach und als Mitglied der Deutschen Demokratischen Partei 1919 im Landtag des Freistaates Sachsen-Weimar-Eisenach. Von 1919 bis 1922 war er zugleich Thüringer Staatsrat.
Kühner war Mitbegründer des Reuter-Wagner-Museums in Eisenach und ab 1904 dessen Direktor.
Er verfasste Feuilletons, Lustspiele und wissenschaftliche Abhandlungen, die teilweise in seinem eigenen Verlag erschienen. Zuletzt stiftete er 1919 der Stadt einen hohen Geldbetrag für die Verschönerung des Marktplatzes.